# Pik Kurumdy
Der Pik Kurumdy (russisch Курумды; auch Gora Kurumdy) ist ein Berg im Transalaigebirge, Pamir an der Grenze zwischen Kirgisistan, Tadschikistan und der Volksrepublik China.

## Lage
Der 6614 m hohe vergletscherte Berg befindet sich im östlichen Teil der Gebirgskette des Transalaigebirge im Pamir. Der Pik Kurumdy liegt 22 km östlich vom Kyzyl-Art-Pass. Seit der Grenzverschiebung 2011 ist er der Dreiländergipfel von Tadschikistan, Kirgisistan und der Volksrepublik China. An der Nordflanke des Pik Kurumdy befindet sich der 13,7 km lange Kysylsuu-Gletscher mit einer Gletscherfläche von 69,4 km². Dieser bildet das Quellgebiet des Kysylsuu, dem Oberlauf des Kaschgar-Flusses.
Entlang der Südflanke strömt der Kurumdy-Gletscher (Länge 17,2 km, Fläche 60,6 km²) in westlicher Richtung. Dieser liegt im Einzugsgebiet des Markansu, einem rechten Nebenfluss des Kysylsuu.

## Nebengipfel
2,2 km westlich des Pik Kurumdy befindet sich der Doppelgipfel Kurumdy West (Süd: 6558 m, Nord: 6554 m). Der nördliche Punkt des Doppelgipfels wurde erstmals während der ersten Überschreitung 2015 erreicht.
Etwa 4 km westlich des Pik Kurumdy befindet sich ein weiterer Nebengipfel, Pik Chorku, der ebenfalls oft als Kurumdy West (6283 m) bezeichnet wird.
Von Norden gesehen ist der im Kammverlauf östlich gelegene Zarya Vostoka 6349 m (Pik Sarja Wostoka) der markanteste Nebengipfel, der bis 2011 der Dreiländergipfel war.

## Besteigungsgeschichte
Die Erstbesteigung wurde 2001 durch Michael Mihajlov und Vitaliy Akimov vorgenommen. Der Auf- und Abstieg erfolgte über einen markanten Nordgrat, der ab 5500 m einen brüchigen Felsgrat (Schwierigkeit UIAA IV) aufweist.
Die erste Überschreitung (Ost-West, 15 Tage) fand im Sommer 2015 durch die Österreicher Markus Gschwendt und Katharina Pfnaisl statt. Dies war gleichzeitig die zweite Besteigung des Hauptgipfels (6614 m, am 5. August 2015). Dabei wurden mehrere 6000er überschritten und zumindest zwei 6000er erstbestiegen. Der Aufstieg erfolgte über eine Nordflanke östlich der Ostgipfel (6384 m, 6259 m). Der Abstieg erfolgte über die Westgipfel (6554 m, 6283 m) sowie einen nordwestlich gelegenen Gipfel (5440 m) zurück zum Basecamp (3770 m).
Fälschlicherweise wird in der Literatur mehrfach eine Besteigung des Pik Kurumdy im Jahr 1932 von Süden durch eine Bergsteigergruppe unter Führung von E. Timashev gelistet.
Diese erreichte laut dem Historiker Jozef Hala den Punkt 6154 m am Südgrat des Kurumdy West. Der Eintrag in der Liste von Gippenreiter und Shataev deutet ebenfalls auf den Westgipfel hin.